# Consorcio de Gobiernos Autónomos Provinciales del Ecuador
El Consorcio de Gobiernos Autónomos Provinciales del Ecuador, más conocido por sus siglas CONGOPE, es una entidad asociativa que junta a los gobiernos autónomos descentralizados del territorio ecuatoriano. En este participan los prefectos y prefectas de las 23 provincias continentales de Ecuador cuya gobernación es dirigida por este representante. El presidente de este organismo es Pablo Jurado, prefecto de Imbabura.

## Historia
Previamente existía el Consorcio de Consejos Provinciales del Ecuador (CONCOPE), que ejercía las mismas funciones de este organismo. Este cambió su nombre a Consorcio de Gobiernos Autónomos Provinciales del Ecuador tras ajustar sus estatutos conforme a lo establecido en el Código Orgánico de Organización Territorial, Autonomía y Descentralización.